# Rudolph Lewis
Pour les articles homonymes, voir Lewis.
Rudolph "Okey" Lewis (né le 12 juillet 1887 à Pretoria et mort le 29 octobre 1933 dans sa ville natale) est un coureur cycliste sud-africain. 

## Biographie
Il a remporté la médaille d'or de la course en ligne aux Jeux olympiques de 1912 à Stockholm. Il passe professionnel l'année suivante.

## Palmarès
- 1912
  -  Champion olympique sur route
- 1913
  - 2e du Tour de Cologne
  - 2e du Tour de Mainfranken
- 1914
  - 3e du Tour de Mainfranken